# 현대 쿠스토
현대 쿠스토는 현대자동차의 중화권 시장 전용 준대형 미니밴이다.

## 1세대(KU1)

### 쿠스토(2021년 8월 19일~현재)

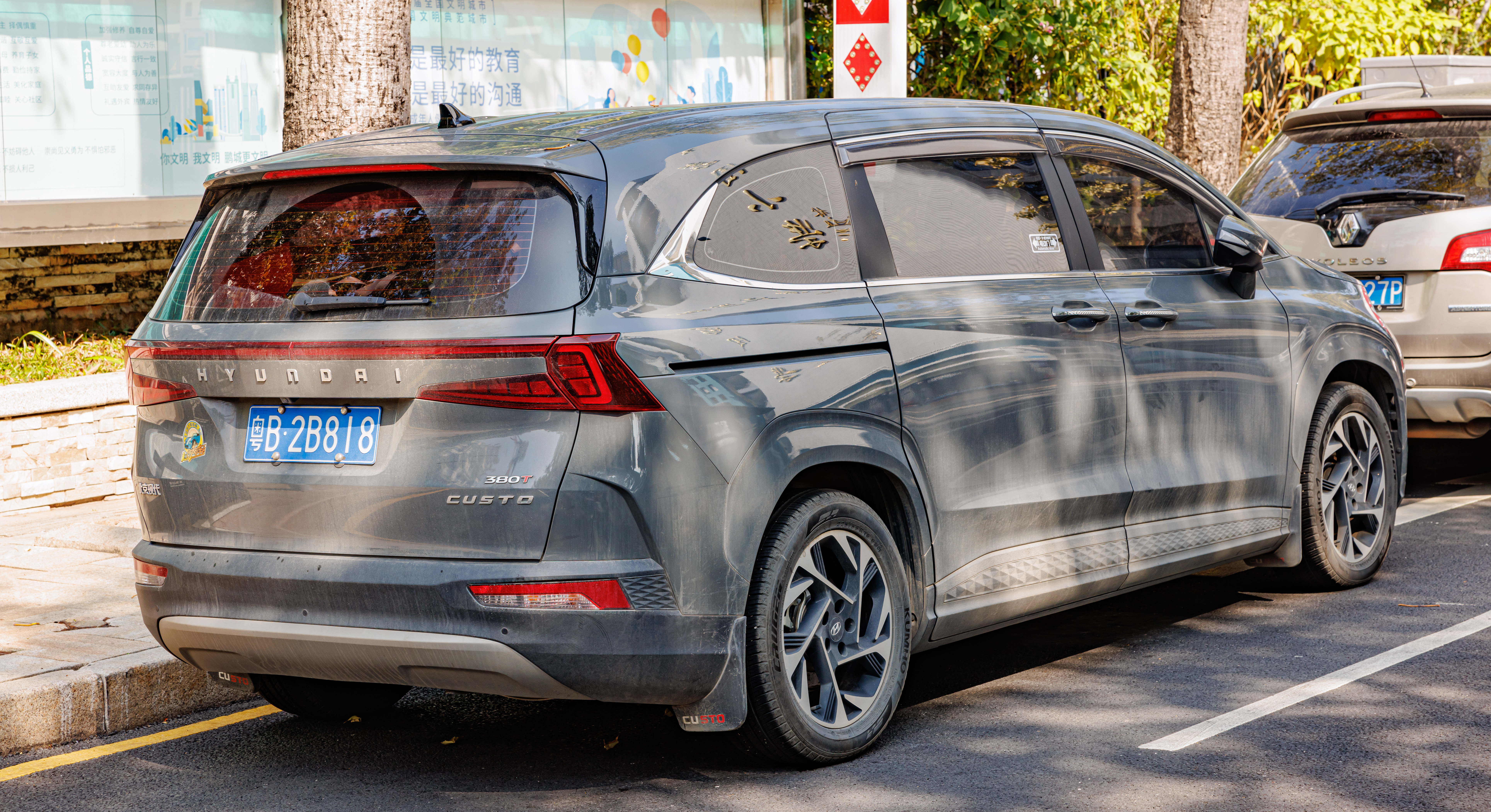
현대 쿠스토

2021년 6월 3일에 티저 이미지가 공개되었고 동년 8월 19일에 출시되었다. 중국 전략 차종이며, 대한민국 등 타 시장에는 판매할 계획이 없는 데다 스타리아가 대신 판매되고 있다. 스타렉스 이후 베이징현대에서 최초로 판매하는 미니밴이며, 사실상 트라제의 정신적 후속작이기도 하다. 2022년부터 대만 시장에서도 커스틴이란 명칭으로 판매되기 시작하였는데, 가격이 스타리아보다 더 저렴하게 책정되었으며 삼양공업이란 회사에서 위탁 생산한다.
2023년 커스틴 이름으로 필리핀에 출시했다. 1500cc 스마트 스트림 엔진이 적용됐다.